# Uniwersalny żołnierz II: Towarzysze broni
Uniwersalny żołnierz II: Towarzysze broni (ang. Universal Soldier II: Brothers in Arms) – kanadyjski film akcji z 1998 roku, powstały pierwotnie jako produkcja telewizyjna, a następnie dystrybuowany na rynku video/DVD. Jest to sequel filmu Uniwersalny żołnierz (1992), korzystający z podstawowej linii fabularnej i bohaterów znanych z pierwowzoru; mimo to, żaden z członków obsady oryginalnego Uniwersalnego żołnierza nie powtórzył swojej roli w kontynuacji. Zdjęcia kręcono w Uxbridge (Kanada) i Ratyzbonie (Bawaria).

## Fabuła
Budżet programu zajmującego się produkcją tzw. Universal Soldiers zostaje obcięty przez rząd. Jednak na rozkaz dyrektora CIA banda najemników przejmuje kontrolę nad nową linią żołnierzy uniwersalnych. Mają oni zostać wykorzystani w branży przemytu diamentów.
Luc Deveraux ponownie wplątuje się w intrygę. Ponieważ sprawia problemy, wrogowie porywają jego odnalezionego po latach brata oraz reporterkę Veronicę Roberts.

## Obsada
- Matt Battaglia − Luc Deveraux/GR44
- Andrew Jackson − sierżant Andrew Scott/GR13
- Chandra West − Veronica Roberts
- Gary Busey − dr. Otto Mazur
- Burt Reynolds − Mentor
- Jeff Wincott − Eric Devereaux/GR5
- Sophie Bennett − Annie
- Julian Richings − Bix